# Aechmea amicorum
Aechmea amicorum là một loài thực vật có hoa trong họ Bromeliaceae. Loài này được B.R.Silva & H.Luther mô tả khoa học đầu tiên năm 2002.